# Trust (episodio de Wilfred)
«Trust» (en español: «Confianza») es el segundo episodio de la primera temporada de la serie de televisión Wilfred. El episodio se estrenó el 30 de junio de 2011. En el episodio Ryan traiciona la confianza de Wilfred para ganarse el favor de Jenna y descubre un secreto inesperado.

## Cita del comienzo
“La confianza en ti mismo evitará que otros te traicionen”
Thomas Fuller

## Argumento
Mientras descansa en su patio trasero, Ryan, ve a través de internet que su exnovia se va a casar, en eso, se escuchan ruidos de la casa de Jenna, Ryan se acerca y Wilfred en ese momento rompe el barandal con una hacha, Ryan se muestra enojado y le explica a wilfred la razón por la cual dejó a su novia. Estando adentro, Ryan le pregunta a Wilfred si Jenna habla acerca de él, a lo que no le responde, porque según el traicionaría la confianza de Jenna, entonces Ryan trata de convencerlo de que es un amigo leal. En un paseo por la playa, Wilfred, se enfurece al ver un cartel que indica que los perros están prohibidos en la playa, después él dice haber estado solamente una vez en el océano, justo después de su nacimiento en donde luchaba por sobrevivir junto a otros 7 cachorros que estaban atrapados en una bolsa, cuando él pudo salir se dio cuenta de que era el único sobreviviente y afirma sentirse maravilloso con esa experiencia añadiendo que nadie sabe lo que es la vida hasta que prueba el salado sabor de la muerte, es entonces cuando le pide sentir una experiencia así de nuevo, Ryan se muestra indispuesto pero luego accede,  a pesar de la diversión de Wilfred, un guardia le pone una multa de 300 dólares (100 de esos, por no tener documentación, ya que Wilfred la dejó en casa de Spencer), pero Wilfred le agradece y comprueba de que es un amigo leal, entonces se pasean por la ciudad. De regreso a casa, se encuentran a Jenna, quién estaba preocupada por Wilfred. Entonces Jenna platica con Ryan acerca de como Wilfred no le gusta ir al veterinario, Ryan se ofrece a llevarlo y Jenna le agradece el gesto. En ese momento, Ryan le promete a Wilfred llevarlo al Cine para ver una película de Matt Damon en 3D, y este expresa sentirse avergonzado por haber dudado de él, comprobando que es un excelente amigo.
Antes de llegar al veterinario, Ryan le pide a Wilfred ponerse unos lentes, que le dijo serían para poder ver en 3D. Cuando llegan al veterinario se quita los lentes y se da cuenta de que en realidad no es el cine, y es ahí, donde comprende que son favores que Ryan le hace a Jenna con tal de tener mejor relación y poder entrar en su corazón. Cuando llega el momento de pasar, Wilfred tiene un ataque de pánico y comienza a pensar que están conspirando en contra de él, y trata de convencer a otros perros que se encontraban ahí de que ese era un lugar malvado, pero le aplican un tranquilizante. Después, Wilfred despierta en una cama junto con Ryan, pero es sedado de nuevo. Mientras se volvía a quedar dormido le confesó un "gran secreto" de Jenna. Ryan curioso le pedía saber cuál ra a lo que Wilfred responde que ella tiene pene.
Al estar en casa, Ryan comenta a Wilfred que le confesó que Jenna tenía pene, pero este parece no recordar haberlo dicho. Después afirma que fue una broma, por eso Ryan investigó acerca del Síndrome de Turner y preguntó a Wilfred si eso es lo que ocurría a Jenna, pero Wilfred reitera que ella es perfecta y le ruega que deje de hablar del tema. En eso Jenna llega a la casa, lleva unos sándwiches, pide cerveza y comienza a ver un partido de béisbol, por lo cual Ryan comienza a sospechar, luego muestra un gran conocimiento acerca del deporte y dice tener un gusto por eso debido a sus cuatro hermanos mayores, cuando Jenna se dirige al sanitario, Ryan escucha como si estuviera orinando y por un orificio puede observar que Jenna esta de pie, pero ella explica que solamente estaba tirando la cerveza debido al comportamiento raro de Ryan, ella se molesta porque la espió y se marcha.
Más tarde, Ryan se encuentra con Wilfred y le pide que vuelva a confiar en él, igualmente va con Jenna y se disculpa por las reacciones que él tuvo, Jenna lo perdona, en ese momento una voz masculina se escucha en el fondo preguntando por champú, al aparecer en escena, Jenna le dice que es su novio que acaba de llegar de Wisconsin, entonces ellos se marchan y Wilfred le confiesa que eso era lo que estaba tratando de decirle cuando estaba sedado.

## Recepción

### Recepción crítica
Alan Sepinwall de Hit fix comentó: "En lo poco que he visto de "Wilfred" hasta el momento, el programa se encuentra en su más divertido momento cuando Wilfred se está desplazando rápidamente hacia adelante y hacia atrás entre el hombre y el perro (o, mejor, cuando los lados humanos y caninos están presentes a la vez)."
Matt Richenthal de TV Fanatic dio al episodio un 4.0 sobre 5.0 y comentó: " A través de dos episodios, Wilfred no está en su punto más divertido cuando el espectáculo hace comentarios obscenos. Y definitivamente no es en su más divertido momento cuando Ryan y su nuevo amigo canino están con el humo, un acto que ha perdido su valor de choque después de su tiempo estando juntos."
Brody Gibson de Boomtron dijo: "Lo que hace Wilfred grande es su forma de dedos de los pies la línea entre ser un filósofo profundo y canino pervertido. Me encanta ese segundo en el que se puede estar hablando de cómo todo se relaciona con todo y sacudiendo su pelo mojado en chicas en topless . Qué va a hacer realidad este gran espectáculo será cuando Ryan se da cuenta de lo mucho que necesita de Wilfred todavía lo loco que es para ver al perro como un ser humano." 

### Audiencia
Tvbynumbers publicó que "Trust" obtuvo 2.04 millones de televidentes y 1.03 en el grupo demográfico 18-49 en su estreno original en Estados Unidos.